# RPWL
RPWL — немецкая прогрессив-рок-группа, образованная в 1997 году. Выпустила 7 студийных альбомов, последний из которых, Tales from Outer Space, вышел в 2019 году.

## История

### Violet Disctict
Предшественником RPWL стала группа Violet District, первоначально называвшаяся Incubus, основанная в конце 1980-х. Violet District в своём творчестве ориентировались на Pink Floyd, Marillion и Yes, но отличались утяжелённым звучанием.
Участниками первоначального состава Violet District были Карлхайнц Валльнер (гитара), Кристиан Бреннингер (ударные), Роберт Ошлис (бас), Гисельгер Рихтер (клавишные) и Миша Шлейпен (вокал, клавишные). Вскоре группа поняла, что было бы выгодно записать компакт-диск, чтобы иметь возможность расширяться за пределы своего региона, и в 1992 году вышел дебютный альбом Terminal Breath. Во время записи состав несколько раз менялся, и в записи поучаствовали несколько бас-гитаристов, в том числе Стефан Эберт и Крис Постл, Юрген (Йоги) Ланг на клавишных и другие музыканты. Ланг также занимался продюсированием альбома.
Работа была хорошо принята критиками, а немецкий лейбл BMG Ariola заинтересовался группой, однако не настолько, чтобы подписать контракт. Изменения в составе в сочетании с невозможностью дальнейшего развития привели к тому, что в 1997 году Violet District в конечном итоге распались.

### RPWL
Спустя несколько лет участники записи «Terminal Breath» Ланг, Валльнер и Постл решили создать другую группу, для чего скооперировались с барабанщиком Филлипом Риссеттио, и в 1997 году во Фрайзинге, Германиябыла создана RPWL – сначала как кавер-группа, исполнявшая музыку Pink Floyd. Название было образовано из начальных букв фамилий участников: Риссеттио, Постл, Валльнер, Ланг.
Спустя три года RPWL перешли от исполнения кавер-версий к сочинению собственной музыки, влияние на которую оказал период кавер-бэнда. Их дебютный альбом, God Has Failed, вышедший в 2000 году, был встречен критикой и слушателями с большим энтузиазмом, получив превосходные отзывы во всех крупнейших изданиях, специализирующихся на прогрессивном роке. Музыка альбома была отмечена сильным влиянием позднего периода Pink Floyd 1987—1994 годов.
Спустя 2 года выходит второй альбом Trying to Kiss the Sun, который показал группу развивающейся и всё менее зависящей от своих первоначальных влияний. Третий альбом Stock вышел в 2003 году и представлял собой сборник ранее неизданных вещей, записанных во время работы над первыми двумя альбомами, дополненный кавер-версией песни Сида Баррета «Opel» с одноименного альбома 1988 года, которая исполнялась группой на концертах в качестве саундчека.
В 2005 году RPWL выпускают четвёртый студийный альбом World Through My Eyes. С альбома был издан первый сингл группы «Roses», ведущий вокал на котором исполнил бывший вокалист Genesis и Stiltskin Рэй Уилсон. Специальная версия альбома была смикширована Йоги Лангом в 5.1 и издана как SACD.
Год спустя выходит первый концертный альбомаLive: Start the Fire. На двойном диске полностью представлен концерт в зале Rockpalast, причём в «Roses» на сцену поднялся Рэй Уилсон, исполнивший и ещё одну песню — «Not About Us» с альбома Genesis Calling All Station, записанного при участии Уилсона.
В сентябре 2007 года выходит сборник 9, состоящий из неизданных живых выступлений и четырёх новых сольных песен каждого из музыкантов RPWL. Альбом было доступен для заказа только на веб-сайте группы и издан ограниченным тиражом.
В феврале следующего года выходит новый студийный альбом The RPWL Experience. Кроме композиций собственного сочинения, на альбом вошла кавер-версия песни Боба Дилана «Masters of War» с его второго студийного альбома The Freewheelin’ Bob Dylan 1963 года.
В 2010 году группа выпускает двойной альбом-компиляцию The Gentle Art of Music, на первом диске которого представлены лучшие композиции за минувшие с выпуска дебютного альбома 10 лет, а на втором — перезаписанные версии в альтернативных аранжировках.
В 2012 году выходит очередной студийный альбом — концептуальный Beyond Man and Time, включающий помимо собственно музыкальной составляющей ещё аудиокнигу на немецком и английском языках.
После выхода Beyond Man and Time группа отправляется в масштабный тур, с ходе которого был записан двойной концертный альбом A Show Beyond Man and Time, вышедший в 2013 году. «Roses» на нескольких концертах тура исполнил Рэй Уилсон. Концерт был также выпущен на DVD.
В 2014 году выходит очередной студийный альбом Wanted.
Следующие два года RPWL посвятили тому, с чего начинали — музыке Pink Floyd: в 2015 году был выпущен альбом RPWL Plays Pink Floyd, на котором собраны концертные записи кавер-версий песен британской группы, записанные в период с 2010 по 2015 годы, включая редкую запись песни «The Embryo» и сюиты «Atom Heart Mother»; а в 2016 году вышел ещё один концертный альбом RPWL Plays Pink Floyd’s «The Man and the Journey», записанный на концерте в Нидерландах и включающий в себя исполненную полностью сюиту Pink Floyd The Man and the Journey (1969). Концерт также был выпущен на DVD.
В следующем 2017 году выходит ещё один концертный альбом — двойной A New Dawn. Он также был выпущен в видеоверсии на DVD и Blue Ray.
В 2018 году после нескольких лет концертов группа вновь вернулась в студию, и в марте 2019 года выходит новый студийный альбом Tales from Outer Space — первый за 5 лет. После релиза группа вновь отправляется в концертный тур в его поддержку.

## Участники

### Текущий состав
- Йоги Ланг — вокал, клавишные (с 1997)
- Калле Вальнер — гитары (с 1997)
- Марк Тюрью — ударные (с 2008)
- Маркус Грютцнер — бас (с 2022)

### Бывшие участники
- Крис Постл — бас (1997—2000, 2005—2010)
- Фил Пауль Риссеттио — ударные (1997—2003)
- Стефан Эбнер — бас (2000—2005)
- Андреас Вернтхалер — клавишные (2000—2003)
- Манфред Мюллер — ударные (2003—2008)
- Маркус Йеле — клавишные (2005—2022)

## Дискография

### Студийные альбомы
- God Has Failed (2000)
- Trying to Kiss the Sun (2002)
- World Through My Eyes (2005)[21]
- The RPWL Experience (2008)[22]
- Beyond Man and Time (2012)
- Wanted (2014)
- Tales from Outer Space (2019)
- Crime Scene (2023)

### Концертные альбомы
- Start the Fire Live (2005)
- 9 (2007)
- The RPWL Live Experience (2009)
- Rarities (2010)
- A Show Beyond Man and Time (2013)
- RPWL Plays Pink Floyd (2015)
- RPWL Plays Pink Floyd's «The Man and The Journey» (2016)
- A New Dawn (2017)

### Сборники
- Stock (2003)[23]
- The Gentle Art of Music (2010)